# Isosaari (ö i Finland, Lappland, Östra Lappland, lat 66,70, long 27,03)
Isosaari är en ö i Finland. Den ligger i sjön Moitajärvi och i kommunen Kemijärvi i den ekonomiska regionen  Östra Lapplands ekonomiska region  och landskapet Lappland, i den norra delen av landet, 700 km norr om huvudstaden Helsingfors. Öns area är 1,1 hektar och dess största längd är 160 meter i nord-sydlig riktning.